# Katharinenlinde
Die nördlich von Esslingen am Neckar, auf der Rüderner Heide gelegene Katharinenlinde bei 48° 46′ 12,7″ N, 9° 17′ 50,2″ O gilt als Schauplatz der regionalen Sage von der heiligen Katharina von Alexandrien, die sie zur Gründerin und Schutzheiligen des Esslinger St. Katharinen-Spitals erhob. Nahe der Linde wurde 1957 der Katharinenlindenturm, ein bei 48° 46′ 15″ N, 9° 17′ 48″ O gelegener Aussichtsturm des Schwäbischen Albvereins, errichtet. Er ist in Stahlbetonbauweise ausgeführt und 17 Meter hoch. Fast an derselben Stelle war bereits 1899 eine bewirtschaftete Schutzhütte mit einem hölzernen, niedrigen Turm errichtet worden.

## Die Sage und ihre Varianten
Eine Ursprungssage zur Katharinenlinde lässt sich annähernd ausmachen, auch wenn verschiedene Überlieferungen existieren. Erstmals erwähnte Johann Daniel Georg von Memminger im Jahr 1812 die „sogenannte Katharinenlinde“, weil der Legende nach hier die „fromme Katharina, die Stifterin des Spitals Eßlingen begraben liegt“. Ebenfalls Memminger schrieb 1817: „Die nicht uninteressante Legende dieser Märtyrerin mag der Fremde sich von einem der Dorfbewohner […] erzählen lassen“. Zusätzlich gab er an, dass man „in neuern Zeiten“ die Stelle für den Grabhügel eines Römischen Feldherrn halte.
Zeitgleich mit Memminger lebte in Stuttgart Franz Friedrich von Maltitz (1794–1857), der ältere Bruder von Apollonius von Maltitz. Er verfasste nach eigener Angabe 1818 ein Gedicht mit 36 Strophen unter dem Titel Catharinens Linde, das aber erst 1834 in Berlin innerhalb einer Gedichtsammlung publiziert wurde. 
Bei Maltitz ist Katharina die Tochter eines greisen Vaters, dessen Burg sich in der Nähe des Höhenzugs befindet. Unter einer dortigen Linde entdeckt sie einen verletzten jungen Ritter, der den nordischen Göttern huldigt. Sie bringt ihn auf des Vaters Burg, der ihr christliches Mitleid bewundert, ihr aber nicht mehr folgen will, als sie sich in den Ungläubigen verliebt und beide „heidnisch“ verehelicht werden sollen. Maltitz legt lyrisch ausführlich den Verlauf von Katharinas Selbstzweifel, Buße und Rache der „Heiden“ dar. Am Ende wird Katharina bei jener Linde getötet, wo sie den verwundeten Jüngling entdeckte. Ihre „Gruft“ fand sie unter dem Baum, der einst dem „Dulder Frieden“ geben solle. Maltitz schreibt ähnlich wie Memminger, dass in des „Volkes Munde“ lebe, „von dem noch, was sie litt und that“. 
1820 veröffentlichte Therese Huber eine von ihr bearbeitete Legende der heiligen Catharina, die jedoch nichts mit der Katharinenlinde zu tun hatte. Lediglich in einer Anmerkung notierte sie, dass der Heiligen Katharina die Hospitäler zu Esslingen und Stuttgart geweiht wurden und dass die Katharinenlinde ebenfalls ihren Namen trage. Nach ihr waren es Wilhelm Waiblinger in einem Tagebucheintrag und Alexander Graf von Württemberg in seinem Gedicht „Catharinenlinde“, die von der großartigen Rundumsicht beeindruckt waren. Letzterer arbeitete sie als Ausgangspunkt lyrisch in sein Gedicht über verlorene Burgen und Ritterherrlichkeit ein.
Nach derzeitigem Kenntnisstand wird die Sage inhaltlich erst 1833 in einem von Bernhard Korsinsky und Friedrich Ludwig Lindner in Stuttgart herausgegebenen „Handbuch für Reisende“ fassbar. Berichtet wird hier von einer „unverbürgten Volkssage“, welche erzähle, dass Katharina unter der Linde ruhe. Wegen ihres christlichen Glaubens sei sie zum Tode verurteilt worden, doch habe ein Gewitterblitz das Schafott entzündet, was als Wink Gottes für ihre Unschuld verstanden wurde. Zum Andenken an dieses Ereignis sei an derselben Stelle eine Linde gepflanzt worden, die Katharinas Namen trage. Der wortgleiche Text findet sich 1838 in dem von Reallehrer Albert Fischer bearbeiteten Band über das Königreich Württemberg.
Karl Pfaff wandte sich 1840 aus geschichtlichen Gründen dagegen, dass Katharina bei der Katharinenlinde begraben sei, die Sage sei grundlos. Doch war er der Auffassung, dass jene Linde, bei welcher ein steinernes Bild von 1506 an der äußeren Tränke als Markungs-Grenze existiert habe, „ohne Zweifel die, jetzt sogenannte, Katharinen-Linde“ sei. Ebenso schrieb er von einer 1521 erwähnten Kapelle oberhalb Uhlbachs, „die vielleicht der heiligen Katharina geweiht war und der Katharinen-Linde den Namen gab“. In den folgenden Jahren wurde die Sage von der Katharinenlinde, beruhend auf dem Narrativ des erlösenden Unwetters, weiter verbreitet. Der Historiker Klaus Graf veröffentlichte beispielsweise in seinem Buch über „Sagen rund um Stuttgart“ den Aufschrieb eines Schülers von 1846.
Karl Pfaff jedoch begab sich 1854 auf das Terrain historischer Erzählungen und veröffentlichte einen fiktiven Text, betitelt Ezzelingen, eine Erzählung aus der vaterländischen Vorzeit. Pfaffs Erzählung machte den angeblichen Kampf gegen Attila zum Gründungsmythos der christlichen Stadt Esslingen und eine alemannische, heldenhafte „Truthe Wola“ zur dann getauften Katharina.
Später griff der zeitweilige Esslinger Polizeikommissar Emil Klein, der auch als Schriftsteller tätig war, das von Pfaff begründete Motiv wieder auf und veröffentlichte 1888 Ezzelingen. Ein Sang vom Neckartal, weitere Auflagen folgten. Für den Verein für christliche Festspiele arbeitete er die Vorlage wiederum in ein Schauspiel um, mit dem Titel Die Schlacht bei der Katharinenlinde, welches 1904 öffentlich aufgeführt wurde.
Eine weitere Sagenvariante im Zusammenhang mit den „Ezzelinger Alemannen“, entstand  frühestens gegen Ende des 19., wenn nicht erst im 20. Jahrhundert. Ihr zufolge habe Katharina ihren Richtern ein Gottesurteil vorgeschlagen. Man pflanze eine Linde verkehrt in den Boden (ein beliebtes Motiv) und grünten die Wurzeln, so sei ihr christlicher Glaube der wahre.
Eine gedrängte Übersicht der verschiedenen Sagen, wenn auch ohne Quellenangaben, kann im Esslinger Heimatbuch von Dorothee Bayer nachgelesen werden.

## Die Katharinenlinden

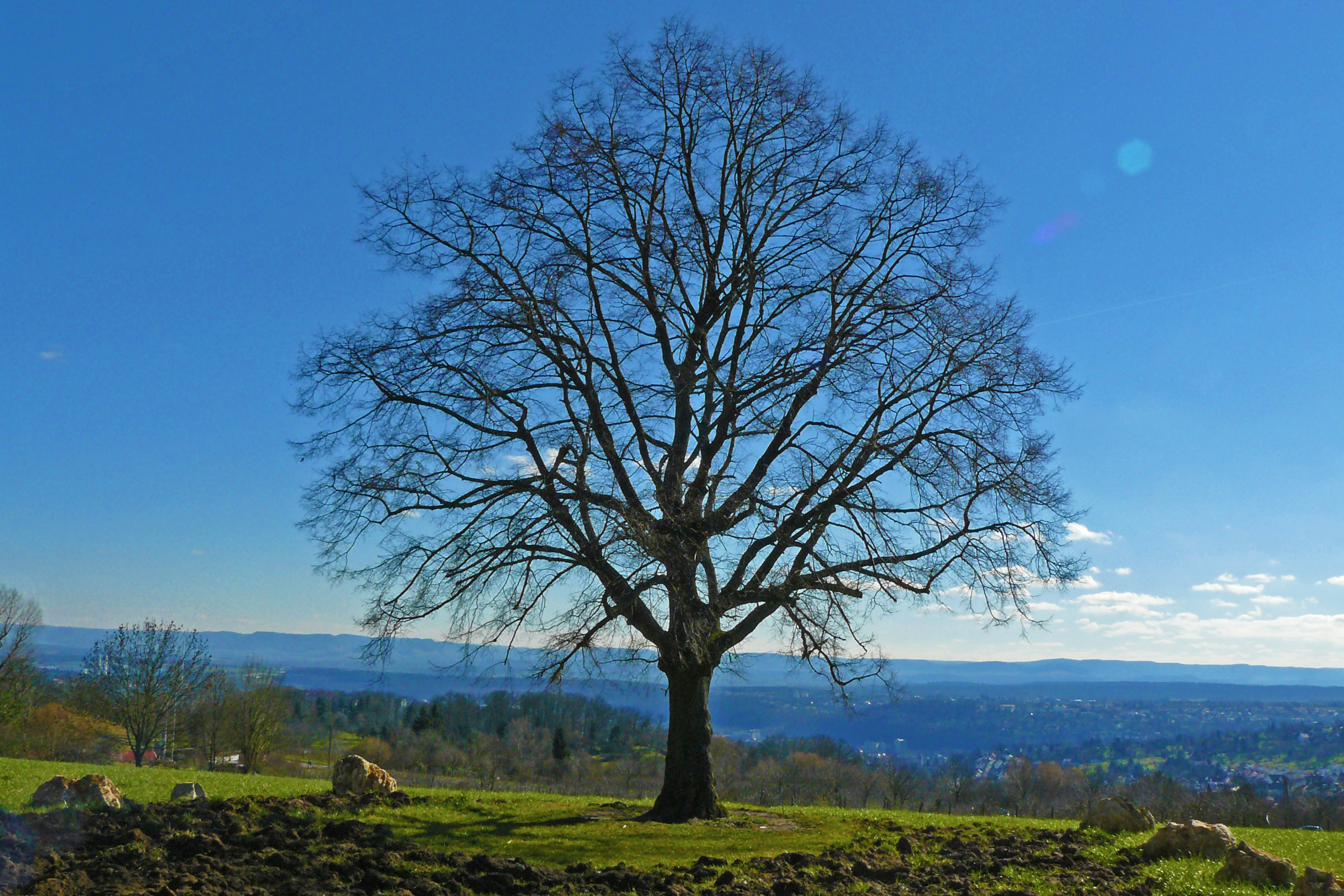
Die Katharinenlinde im Landschaftsschutzgebiet Esslingen

Die eigentliche Katharinenlinde wurde am 9. November 1878  durch ein Unwetter zerstört. Der heute als Katharinenlinde bezeichnet Baum steht etwas weiter östlich und wurde Anfang des 19. Jahrhunderts gepflanzt. 1903 wurden die unteren Äste entfernt, wodurch er seine „Idealgestalt einer frei wachsenden Linde“ verlor. An der Stelle der alten Linde wurden 1888 junge Linden gepflanzt. Die heutigen Katharinenlinden wiederum sind sukzessive erst nach 1950 gesetzt worden.

## Sonstiges
Die Esslinger Freimaurerloge Zur Katharinenlinde wurde 1864 gegründet und besteht noch heute.
In der zweiten Hälfte des 19. Jahrhunderts wurden in Württemberg aus verschiedenen Anlässen Höhenfeuer entfacht, so auch auf der Katharinenlinde. Beispielsweise anlässlich der fünfzigjährigen Gedenkfeier an die Völkerschlacht bei Leipzig im Oktober 1863, des Vorfriedens von Versailles Anfang März 1871, ebenso bei Schillerfeiern. 
Eine letzte, bereits illegale Tagung der württembergischen Naturfreunde fand Ende März 1933 unter der Katharinenlinde statt.